# Emydidae
Gli emididi (Emydidae Rafinesque, 1815) sono una famiglia di rettili dell'ordine Testudines.
Gli emididi comprendono la gran parte delle specie di tartaruga d'acqua dolce dell'emisfero boreale. Sono per la maggior parte endemici del Nord America, ma un genere (Trachemys) è presente anche in Sud America, e un altro (Emys) è diffuso in Europa, Nordafrica e Asia occidentale.
Si suddividono in due sottofamiglie: gli emidini, che sono le specie semiterrestri, e i deirochelini, che sono invece le specie prevalentemente acquatiche.

## Etimologia
Il nome Emydidae è una parola composta da Emys (dal greco antico ἐμύς ‑ύδος, trascr. emýs ‑ýdos, «tartaruga d'acqua dolce») che è il genere tipo, e dal suffisso ‑idae che indica una famiglia zoologica.

## Tassonomia
Alla famiglia Emydidae appartengono 2 sottofamiglie, con i relativi generi e specie:

### Sottofamiglia:EmydinaeRafinesque, 1815– Emididi semiterrestri
- Genere: Actinemys Agassiz, 1857
  - Actinemys marmorata (Baird & Girard, 1852) – testuggine palustre marmorizzata settentrionale
  - Actinemys pallida (Seeliger, 1945) – testuggine palustre marmorizzata meridionale
- Genere: Clemmys Ritgen, 1828
  - Clemmys guttata (Schneider, 1792) – testuggine palustre punteggiata
- Genere: Emys Duméril, 1805
  - Emys orbicularis (Linnaeus, 1758) – testuggine palustre europea
  - Emys trinacris Fritz, Fattizzo, Guicking, Tripepi, Pennisi, Lenk, Joger & Wink, 2005 – testuggine palustre siciliana
- Genere: Emydoidea Gray, 1870
  - Emydoidea blandingii (Holbrook, 1838) – testuggine palustre maculata (o di Blanding)
- Genere: Glyptemys Agassiz, 1857
  - Glyptemys insculpta (Le Conte, 1830) – testuggine palustre scolpita dei boschi
  - Glyptemys muhlenbergii (Schoepff, 1801) – testuggine palustre scolpita dei pantani
- Genere: Terrapene Merrem, 1820
  - Terrapene carolina (Linnaeus, 1758) – tartaruga scatola comune
  - Terrapene coahuila Schmidt & Owens, 1944 – tartaruga scatola acquatica
  - Terrapene nelsoni Stejneger, 1925 – tartaruga scatola punteggiata
  - Terrapene ornata (Agassiz, 1857) – tartaruga scatola occidentale

### Sottofamiglia:DeirochelyinaeAgassiz, 1857– Emididi acquatici
- Genere: Chrysemys Gray, 1844
  - Chrysemys picta (Schneider, 1783) – tartaruga dipinta
- Genere: Deirochelys Agassiz, 1857
  - Deirochelys reticularia (Latreille in Sonnini & Latreille, 1802) – tartaruga reticolata
- Genere: Graptemys Agassiz, 1857
  - Graptemys barbouri Carr & Marchand, 1942 – tartaruga geografica di Barbour
  - Graptemys caglei Haynes & McKown, 1974 – tartaruga geografica di Cagle
  - Graptemys ernsti Lovich & McCoy, 1992 – tartaruga geografica del fiume Escambia
  - Graptemys flavimaculata Cagle, 1954 – tartaruga geografica dalle macchie gialle
  - Graptemys geographica (Lesueur, 1817) – tartaruga geografica settentrionale
  - Graptemys gibbonsi Lovich & McCoy, 1992 – tartaruga geografica del fiume Pascagoula
  - Graptemys nigrinoda Cagle, 1954 – tartaruga geografica dalle gobbe nere
  - Graptemys oculifera (Baur, 1890) – tartaruga geografica dagli anelli
  - Graptemys ouachitensis Cagle, 1953 – tartaruga geografica del fiume Ouachita
  - Graptemys pearlensis Ennen, Lovich, Kreiser, Selman & Qualls, 2010 – tartaruga geografica del fiume Pearl
  - Graptemys pseudogeographica (Gray, 1831) – falsa tartaruga geografica
  - Graptemys pulchra Baur, 1893 – tartaruga geografica dell'Alabama
  - Graptemys sabinensis Cagle, 1953 – tartaruga geografica del fiume Sabine
  - Graptemys versa Stejneger, 1925 – tartaruga geografica del Texas
- Genere: Malaclemys Gray, 1844
  - Malaclemys terrapin (Schoepff, 1793) – tartaruga dal dorso di diamante
- Genere: Pseudemys Gray, 1856
  - Pseudemys alabamensis Baur, 1893 – tartaruga cooter dal ventre rosso dell'Alabama
  - Pseudemys concinna (Le Conte, 1830) – tartaruga cooter di fiume
  - Pseudemys gorzugi Ward, 1984 – tartaruga cooter del Rio Grande
  - Pseudemys nelsoni Carr, 1938 – tartaruga cooter dal ventre rosso della Florida
  - Pseudemys peninsularis Carr, 1938 – tartaruga cooter della Penisola
  - Pseudemys rubriventris (Le Conte, 1830) – tartaruga cooter dal ventre rosso settentrionale
  - Pseudemys suwanniensis Carr, 1937 – tartaruga cooter del fiume Suwannee
  - Pseudemys texana Baur, 1893 – tartaruga cooter del Texas
- Genere: Trachemys Agassiz, 1857
  - Trachemys adiutrix Vanzolini, 1995 – tartaruga scivolatrice di Maranhão
  - Trachemys callirostris (Gray, 1856) – tartaruga scivolatrice Colombiana-Venezuelana
  - Trachemys decorata (Barbour & Carr, 1940) – tartaruga scivolatrice di Hispaniola
  - Trachemys decussata (Gray, 1831) – tartaruga scivolatrice Cubana
  - Trachemys dorbigni (Duméril & Bibron, 1835)  – tartaruga scivolatrice di D'Orbigny
  - Trachemys gaigeae (Hartweg, 1939) – tartaruga scivolatrice dell'Altopiano Messicano
  - Trachemys grayi (Bocourt, 1868) – tartaruga scivolatrice Mesoamericana occidentale
  - Trachemys nebulosa (Van Denburgh, 1895) – tartaruga scivolatrice della Bassa California
  - Trachemys ornata (Gray, 1831) – tartaruga scivolatrice ornata
  - Trachemys scripta (Thunberg in Schoepff, 1792) – tartaruga palustre Americana (o scivolatrice comune)
  - Trachemys stejnegeri (Schmidt, 1928) – tartaruga scivolatrice delle Antille Centrali
  - Trachemys taylori (Legler, 1960) – tartaruga scivolatrice di Cuatro Ciénegas
  - Trachemys terrapen (Bonnaterre, 1789) – tartaruga scivolatrice Giamaicana
  - Trachemys venusta (Gray, 1856) – tartaruga scivolatrice Mesoamericana orientale
  - Trachemys yaquia (Legler & Webb, 1970) – tartaruga scivolatrice di Yaqui